# Colpodon
Colpodon és un gènere extint de mamífers notoungulats de la família dels leontínids que visqueren a Sud-amèrica durant l'Oligocè, fa entre 17,5 i 20,4 milions d'anys. Se n'han trobat restes fòssils a l'Argentina i Xile, on eren molt abundants en els estrats corresponents al seu temps. Es tracta d'un dels gèneres més coneguts de leontínids, juntament amb Leontinia i Scarrittia. La morfologia de les dents fa pensar que eren animals pasturadors. Les corones de les dents eren moderadament altes. El nom genèric Colpodon significa ‘dent plegada’ i es refereix als plecs de l'esmalt de les dents molars.